# パラグアイ陸軍
パラグアイ陸軍（スペイン語: Ejército Paraguayo）はパラグアイの陸軍。

## 概要
2024年時点で現役7,400人を擁しており、ほかに各軍合計で164,500人の予備役がいる。

## 組織
陸軍総司令官（Comandante Jefe del Ejército）の下、以下の職位・組織がある。
- 陸軍総司令部（Comando de la Ejército）
- 陸軍参謀本部（Estado Mayor del Ejército）
  - 人事局（Director de Personal）
  - 情報局（Director de Inteligencia）
  - 作戦局（Director de Operaciones）
  - 兵站局（Director de Logística）
  - 民事問題局（Director de Asuntos Civiles）
- 財産部（Departamentos de Patrimonio）
- OMP部（Departamentos de OMP）
- 情報処理部（Departamentos de Procesamiento de Datos）
- 電信部（Centro de Comunicación y Electrónica）
- 下士官団（Sub Oficial de Comando）

### 部隊・機関
- 第1軍団（1° Cuerpo）
  - 第3騎兵師団
  - 第3歩兵師団
  - 第4歩兵師団
- 第2軍団（2° Cuerpo）司令部：サン・フアン・バウティスタ（スペイン語版、英語版）
  - 第2騎兵師団 在サン・フアン・バウティスタ
  - 第1歩兵師団 在アスンシオン
  - 第2歩兵師団 在ビジャリカ（スペイン語版、英語版）
- 第3軍団（3° Cuerpo）司令部：マリスカル・エスティガリビア（Mariscal Estigarribia）
  - 第1騎兵師団 在ホエル・エスティガリビア（Joel Estigarribia）
  - 第5歩兵師団 在マジョル・パブロ・ラヘレンサ（Mayor Pablo Lagerenza）
  - 第6歩兵師団 在マリスカル・エスティガリビア
- 工兵集団（Comando de Ingeniería）
  - 第1工兵大隊 在ジャベビリイ（Yabebyry）
  - 第2工兵大隊 在アスンシオン
  - 第3工兵大隊 在シウダー・デ・リンピオ
  - 第4工兵大隊 在ボケロン（Boquerón）
  - 第5工兵大隊 在プレシデンテ・アイェス
- 砲兵集団（Comando de Artillería）
  - 第1砲兵群
  - 第2砲兵群
  - 第3砲兵群
  - 防空砲兵群
- 通信集団（Comando de Comunicaciones）
- 軍事研究集団（Comando de Institutos Militares）
  - 指揮参謀学校（ECEME）
  - 陸軍士官学校「フランシスコ・ソラーノ・ロペス」（Academia Militar "Mcal Francisco Solano López"）
  - 軍中学校「アコスタ・ニュー」（Liceo Militar "Acosta Ñú" ）
  - 下士官学校（COMISOE）
  - 士官向上学校（EPOE）
- 特殊部隊（Tropas Especiales）

### その他
- 陸軍病院（Hospital del Ejército）
- 即応任務合同分遣隊（Destacamento Conjunto de Empleo Inmediato）

## 装備

### 装甲車
- EE-9装輪装甲車 ×28両[1]
- EE-11装輪装甲車 ×12両[1]

### 火砲
- M101 105mm榴弾砲 ×19門[1]
- 81mm迫撃砲 ×80門[1]

### 対空兵器
- 20mm機関砲搭載型M9ハーフトラック ×3両[1]
- M1A1 40mm機関砲 ×13基[1]
- ボフォースL/60 40mm機関砲 ×6基[1]

### 小火器
- FN ブローニング・ハイパワー
- コルト・ガバメント
- カールグスタフm/45
- ウージー
- M1ガーランド
- FN FAL
- H&K G3
- M16
- ベレッタAR70/90
- FN MAG
- H&K HK21
- 65式歩槍
- ブローニングM1917重機関銃
- ブローニングM1919重機関銃
- ブローニングM2重機関銃
- M79 グレネードランチャー
- M72 LAW

### 退役
- M4A3戦車 × 12輌
- M3A1戦車 × 5輌
- M8装甲車 × 8台
- M1927/1934 75mm榴弾砲 × 20門
- Mk5 152mm砲 × 6門

## 階級
| 士官         |                      |      |
| 陸軍大将     | General de Ejército  | OF-9 |
| 陸軍中将     | General de Division  | OF-8 |
| 陸軍少将     | General de Brigada   | OF-7 |
| 陸軍大佐     | Coronel              | OF-5 |
| 陸軍中佐     | Teniente Coronel     | OF-4 |
| 陸軍少佐     | Mayor                | OF-3 |
| 陸軍大尉     | Capitán              | OF-2 |
| 陸軍中尉     | Teniente Primero     | OF-1 |
| 陸軍少尉     | Teniente             | OF-1 |
| 士官候補生   | Subteniente          | OF-D |
| 下士官       |                      |      |
| 陸軍准尉     | Suboficial Principal | OR-9 |
| 陸軍上級曹長 | Suboficial Mayor     | OR-8 |
| 陸軍曹長     | Suboficial           |      |
| 陸軍1等軍曹  | Sargento Ayudante    | OR-7 |
| 陸軍2等軍曹  | Sargento Primero     | OR-7 |
| 陸軍3等軍曹  | Vicesargento Primero | OR-6 |
| 陸軍伍長     | Sargento Segundo     | OR-5 |
| 兵卒         |                      |      |
| 兵長         | Cabo Primero         | OR-4 |
| 1等兵        | Cabo Segundo         | OR-3 |
| 2等兵        | Soldado              | OR-1 |